# Onafhankelijke Politiek Nederland
Onafhankelijke Politiek Nederland (OPNL) is een Nederlandse politieke partij. De partij is een platform van onafhankelijke provinciale partijen. Tot 4 december 2021 was de partijnaam Onafhankelijke Senaatsfractie (OSF). De partij is sinds 1999 vertegenwoordigd in de Eerste Kamer.

## Geschiedenis

### Voorgeschiedenis

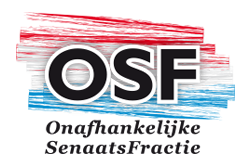
Logo van de OSF tot 2021

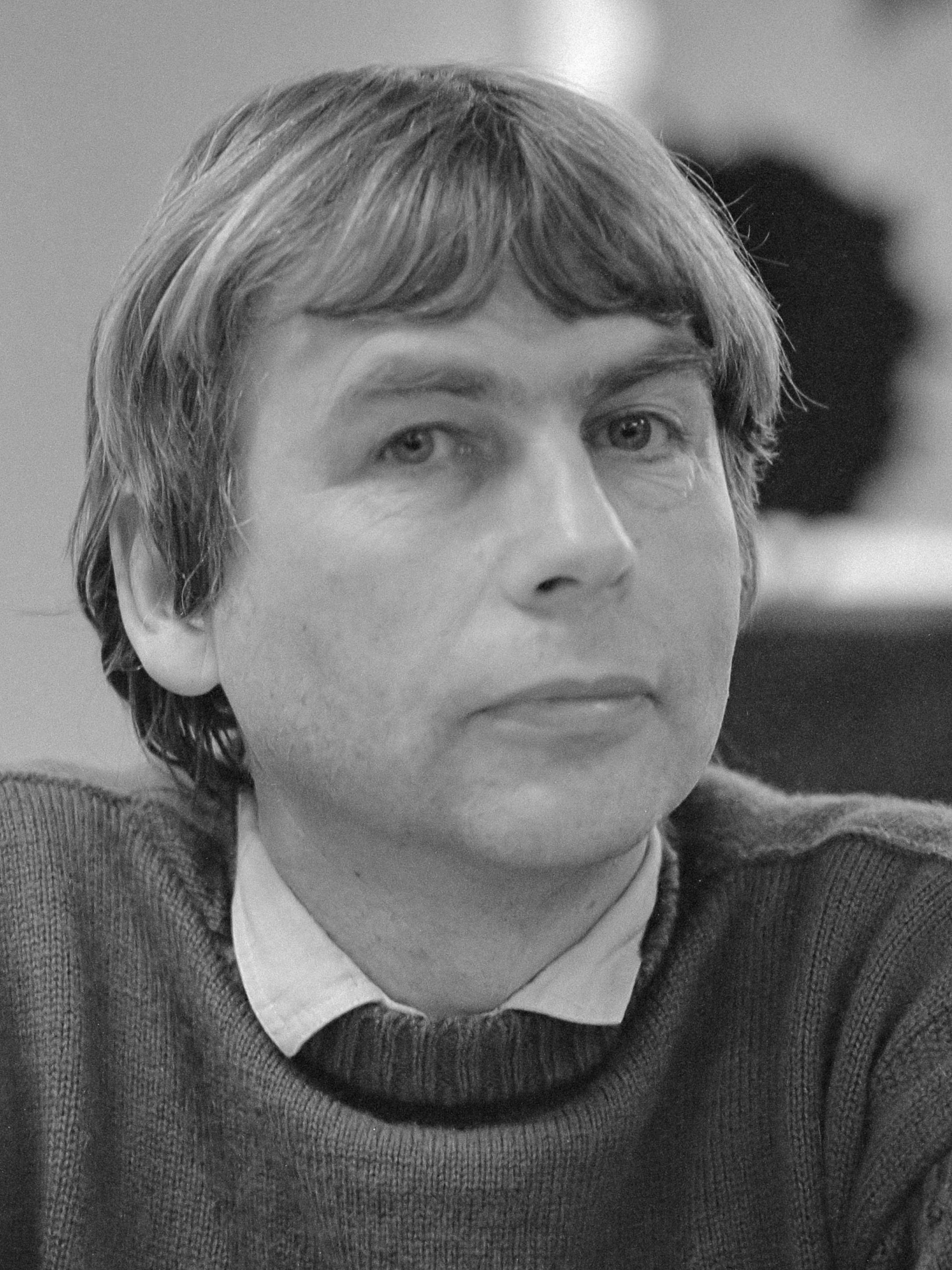
Marten Bierman, de eerste senator namens de OSF

De vertegenwoordiging van provinciale partijen in de Eerste Kamer kwam voor het eerst ter sprake na de Provinciale Statenverkiezingen in 1987, toen de Partij Nieuw Limburg (PNL) met vier zetels de Limburgse Staten binnenkwam. De PNL nam contact op met de Fryske Nasjonale Partij (FNP) en de Noord-Hollandse Groenen over een mogelijke lijstverbinding, zodat de drie partijen samen kans zouden maken op een restzetel bij de getrapte Eerste Kamerverkiezingen van dat jaar, met PNL-lid Fons Lenoir als kandidaat-senator. Uiteindelijk zouden ze echter D66 helpen aan een vijfde senaatszetel.
De PNL en FNP zouden de jaren daarna de samenwerking doorzetten. Na verkiezingswinst van de provinciale partijen bij de Provinciale Statenverkiezingen in 1991 leek het erop dat zij nu wel een senaatszetel zouden kunnen bemachtigen, gezien de zes verkozen provinciale partijen, verenigd in het Platform van Onafhankelijke Groeperingen (POG), nu ruim genoeg stemmen hadden voor één zetel. Wegens onenigheid over wie er dan senator moest worden, deed het platform uiteindelijk niet mee, en de Partij Nieuw Limburg en de Brabantse Onafhankelijke Fracties onder een eigen lijst. Hierdoor kwamen er wederom geen zetels in handen van de provinciale partijen.
Na de Provinciale Statenverkiezingen in 1995 hadden de verscheidene provinciale partijen en De Groenen gezamenlijk een lijst (zonder aanduiding van een politieke groepering) ingediend voor de Eerste Kamerverkiezingen in 1995. Deze lijst behaalde één zetel. Lijsttrekker was hierbij Folkert Kuperus van de Federatie Gemeentebelangen Friesland, maar wegens voorkeurstemmen werd de zetel toegewezen aan Marten Bierman, lid van De Groenen. In de Eerste Kamer opereerde de fractie onder de naam Platform van Onafhankelijke Groepen/De Groenen.

### Partij
Provinciale partijen richtten op 22 maart 1999 de partij Onafhankelijke Senaatsfractie (OSF) op. Dankzij een wetswijziging bestaat er nu een apart register van aanduidingen voor de verkiezing van de Eerste Kamer. De OSF liet haar statutaire naam hierin registreren en nam sindsdien onder die naam deel aan de Eerste Kamerverkiezingen. Bij de Eerste Kamerverkiezingen in 1999 behaalde de OSF één zetel, die wederom bezet werd door Bierman.
Bij de Eerste Kamerverkiezingen in 2003 werd Henk ten Hoeve verkozen als Eerste Kamerlid namens de OSF; hij was eerder lid geweest van de Provinciale Staten van Friesland namens de Fryske Nasjonale Partij (FNP). In 2007 werd hij herkozen. Op 19 december 2007 richtte Irene Kraak het Wetenschappelijk Bureau van de OSF op.
Bij de Provinciale Statenverkiezingen in 2011 behaalden de regionale partijen gezamenlijk te weinig Statenleden om een senaatszetel voor de OSF te bemachtigen. Daarom werd er een overeenkomst gesloten met de partij 50PLUS; een aantal Statenleden van die partij zou op de OSF stemmen en in ruil daarvoor zette de OSF 50PLUS-lid De Lange bovenaan haar kandidatenlijst. Bij de Eerste Kamerverkiezingen in 2011 werd hij gekozen om namens de OSF zitting te nemen in de Eerste Kamer. De Lange verliet op 19 mei 2015 de fractie, maar behield zijn Kamerzetel. De reden van het vertrek van De Lange was de mogelijke samenwerking tussen OSF en de Volkspartij Limburg, de partij van Jos van Rey, hetgeen onacceptabel was voor De Lange.
In april 2011 werd bekend dat Statenlid Robesin van de Partij voor Zeeland (een OSF-lid) bij de verkiezingen voor de Eerste Kamer in mei 2011 niet voor de OSF zou stemmen, maar voor een van de partijen van de regeringscoalitie. Het kabinet-Rutte I (VVD en het CDA, met gedoogsteun vanuit de Tweede Kamer van de PVV) zou hierdoor precies de meerderheid krijgen in de Eerste Kamer. Volgens Robesin zou premier Rutte hebben toegezegd dat in ruil voor zijn steun de Hedwigepolder niet zou worden ontpolderd. Rutte bestreed dit.
Bij de Eerste Kamerverkiezingen in 2015 won de OSF weer zelfstandig een zetel, die opnieuw ingenomen werd door Henk ten Hoeve. 
Bij de Provinciale Statenverkiezingen in 2019 behaalden de OSF-leden net genoeg zetels in de Provinciale Staten om de senaatszetel te behouden. Lijsttrekker voor de Eerste Kamerverkiezingen in 2019 was oud-burgemeester Gerben Gerbrandy. Gerbrandy stapte in januari 2021 op als senator en werd opgevolgd door Ton Raven, oud-wethouder in Sittard-Geleen namens de Stadspartij.
Op 4 december 2021 werd de naam van de partij gewijzigd in Onafhankelijke Politiek Nederland (OPNL). Sinds de installatie van de nieuwe Eerste Kamer op 13 juni 2023 zit de partij ook onder die naam in de Eerste Kamer. Op hetzelfde moment volgde Auke van der Goot Raven op als OPNL-senator.

### Verkiezingsuitslagen
| Verkiezingsjaar | Partijnaam                                          | Lijsttrekker             | # stemmen | %    | # zetels |
| --------------- | --------------------------------------------------- | ------------------------ | --------- | ---- | -------- |
| 1987            | PNL/FNP/De Groenen                                  | Fons Lenoir (PNL)        | -         | -    | 0 / 75   |
| 1991            | PNL/BOF                                             | Jan Joosten (PNL)        | -         | -    | 0 / 75   |
| 1995            | Platform van Onafhankelijke Groeperingen/De Groenen | Folkert Kuperus (FGF)    | -         | -    | 1 / 75   |
| 1999            | Onafhankelijke Senaatsfractie                       | Marten Bierman (Groenen) | 3.880     | 2,46 | 1 / 75   |
| 2003            | Onafhankelijke Senaatsfractie                       | Henk ten Hoeve (FNP)     | 2.874     | 1,78 | 1 / 75   |
| 2007            | Onafhankelijke Senaatsfractie                       | Henk ten Hoeve (FNP)     | 2.857     | 1,75 | 1 / 75   |
| 2011            | Onafhankelijke Senaatsfractie                       | Kees de Lange (50+)      | 2.155     | 1,30 | 1 / 75   |
| 2015            | Onafhankelijke Senaatsfractie                       | Henk ten Hoeve (FNP)     | 2.652     | 1,57 | 1 / 75   |
| 2019            | Onafhankelijke Senaatsfractie                       | Gerben Gerbrandy (FNP)   | 2.265     | 1,31 | 1 / 75   |
| 2023            | Onafhankelijke Politiek Nederland                   | Auke van der Goot (FNP)  | 3.183     | 1,78 | 1 / 75   |

## Leden
OPNL heeft als platform geen individueel lidmaatschap, maar kent alleen het lidmaatschap toe aan provinciale partijen. Deze provinciale partijen werken op hun beurt als platform in hun eigen provincie voor lokale en regionale partijen. Zij voorzien de gekozen senator van input, versterken elkaars functioneren als Provinciale Politieke Groeperingen (PPG’s) en verrichten wetenschappelijk onderzoek middels het Wetenschappelijk Bureau.
| Leden van OPNL | Leden van OPNL                        | Leden van OPNL | Leden van OPNL | Leden van OPNL | Leden van OPNL | Leden van OPNL | Leden van OPNL |
| Provincie      | Partij                                | PS-2019        | PS-2019        | PS-2019        | PS-2023        | PS-2023        | PS-2023        |
| Provincie      | Partij                                | # stemmen      | %              | # zetels       | # stemmen      | %              | # zetels       |
| -------------- | ------------------------------------- | -------------- | -------------- | -------------- | -------------- | -------------- | -------------- |
| Groningen      | Groninger Belang                      | 18.556         | 7,3            | 3 / 43         | 17.385         | 6,0            | 3 / 43         |
| Friesland      | Fryske Nasjonale Partij               | 23.662         | 7,9            | 4 / 43         | 27.298         | 8,1            | 4 / 43         |
| Friesland      | Provinciaal Belang Fryslân            | 5.345          | 1,8            | 0 / 43         | 6.891          | 2,0            | 1 / 43         |
| Drenthe        | Sterk Lokaal Drenthe                  | 9.344          | 4,1            | 1 / 41         | 7.485          | 2,8            | 1 / 43         |
| Flevoland      | Sterk Lokaal Flevoland                | -              | -              | -              | 4.518          | 2,8            | 1 / 41         |
| Gelderland     | Lokale Partijen Gelderland            | 11.053         | 1,2            | 0 / 55         | 16.512         | 1,6            | 0 / 55         |
| Utrecht        | U26 Gemeenten                         | 6.530          | 1,1            | 0 / 49         | 7.646          | 1,2            | 0 / 55         |
| Noord-Holland  | Onafhankelijke Politiek Noord-Holland | 18.307         | 1,6            | 0 / 55         | 11.916         | 1,0            | 0 / 55         |
| Zuid-Holland   | Lokale Partijen Zuid-Holland          | 11.648         | 0,8            | 0 / 55         | -              | -              | -              |
| Zeeland        | Partij voor Zeeland                   | 10.619         | 6,2            | 2 / 39         | 8.458          | 4,6            | 2 / 39         |
| Noord-Brabant  | Lokaal Brabant                        | 25.485         | 2,5            | 1 / 55         | 45.723         | 4,2            | 2 / 55         |
| Limburg        | Lokaal-Limburg                        | 18.474         | 4,1            | 2 / 47         | 20.128         | 4,3            | 2 / 47         |
| totaal         | totaal                                | 159.023        | 2,2            | 13 / 570       | 173.960        | 2,2            | 16 / 572       |

### Voormalige leden
De enige provinciale partij die in de huidige periode zitting heeft in de Provinciale Staten, maar geen deel uitmaakt van de OPNL, is de Partij voor het Noorden. Voorheen was deze partij wel lid van de OSF. Echter, in 2019 ontstond er een breuk tussen de Partij voor het Noorden en de OSF vanwege de stemming over de Mijnbouwwet. OSF-senator Henk ten Hoeve stemde vóór deze wetgeving, tot grote verrassing van de Partij voor het Noorden, die vervolgens haar lidmaatschap van de OSF beëindigde.
Andere voormalige leden zijn:
- Actief Drenthe (2007)
- Brabantse Onafhankelijke Fracties/Leefbaar Brabant/Brabantse Partij (tot 2011)
- Delta Anders (pre-OSF)
- Drents Belang (2003-2018)
- Drentse Ouderen Partij (2003-2011)
- Leefbaar Gelderland/Gelderland Lokaal (tot 2011)
- Leefbaar Overijssel (tot 2011)
- Leefbaar Noord-Holland (2003-2011)
- Leefbaar Provinciale Partij (2003)
- Leefbaar Provincie Utrecht (2003)
- Mooi Utrecht (2007-2011)
- Noord-Holland Anders (tot 2011)
- Onafhankelijken Zuid-Holland/Leefbaar Zuid-Holland (tot 2010)
- Onafhankelijke Partijen Drenthe (tot 2018)
- Onafhankelijke Politieke Partij Groningen (tot 2002)
- OPA Flevoland (2015-2017)
- Partij Nieuw Gelderland (pre-OSF)
- Partij Nieuw Limburg (tot 2011)
- Platform Lokale Partijen Utrecht (2011)
- Platform Lokale Partijen Zuid-Holland (2011)
- Provincie@Inwonersbelangen (2015-2017)
- Zeeland Lokaal (2016-2018)
- Zeeuwsch Vlaamse Volkspartij (pre-OSF)

(aantal zetels tussen haakjes)